# Результаты гонщиков Формулы-1 в дебютных Гран-при (2000—2009)
Понятия «дебютный (первый) Гран-при» и «дебютная гонка» означают не одно и то же. В прошлом не все гонщики допускались на старт Гран-при, поскольку число участников было гораздо больше, чем в последние годы. Поэтому осуществлялся отсев самых медленных (предквалификация, квалификация, правило 107%). Многие новички, не имея достаточного опыта пилотирования болида Формулы-1, не попадали на старт своего дебютного Гран-при. Некоторые гонщики вообще ни разу не стартовали в гонке Формулы-1.
Финиш на высокой позиции в дебютной гонке часто определяет всю последующую карьеру гонщика. Немногим пилотам удалось в первом же своём Гран-при завоевать очки, и лишь однажды дебютант выиграл гонку: Джанкарло Багетти одержал победу на Гран-при Франции 1961 года за рулём Феррари.
| Легенда к таблице |                                                                    |
| --- | ------------------------------------------------------------------ |
| Расшифровка обозначений и цветов представлена в нижеследующей таблице. |                                                                    |
| \| Пример \| Описание \| \| ------------ \| ------------------------------------------------------------------ \| \| 1 \| Победитель \| \| 2 \| Второе место \| \| 3 \| Третье место \| \| 5 \| Финишировал, заработав очки \| \| Сход \| Не финишировал, но при этом заработал очки \| \| 12 \| Финишировал, не получив очков \| \| НКЛ \| Финишировал, но не попал в финальную классификацию \| \| 15 \| Участвовал вне зачёта, либо по отдельной классификации \| \| 18 \| Не финишировал, но попал в финальную классификацию \| \| Сход \| Не финишировал \| \| НКВ \| Не прошёл квалификацию \| \| НПКВ \| Не прошёл предквалификацию \| \| ДСК \| Дисквалифицирован \| \| ИСК \| Исключён из протокола соревнований \| \| ТТ \| Заявлен для участия только в тренировках \| \| НС \| Участвовал в квалификации, но не стартовал в гонке \| \| Т \| Травмирован или болен \| \| ОТК \| Отказ от участия \| \| НТР \| Прибыл на соревнования, но на трассу не выезжал \| \| НПР \| Был заявлен в числе участников, но не прибыл к началу соревнований \| \| О \| Соревнования отменены \| \| \| Не участвовал \| \| Поул-позиция \| \| \| Быстрый круг \| \| |                                                                    |
| Пример | Описание                                                           |
| 1 | Победитель                                                         |
| 2 | Второе место                                                       |
| 3 | Третье место                                                       |
| 5 | Финишировал, заработав очки                                        |
| Сход | Не финишировал, но при этом заработал очки                         |
| 12 | Финишировал, не получив очков                                      |
| НКЛ | Финишировал, но не попал в финальную классификацию                 |
| 15 | Участвовал вне зачёта, либо по отдельной классификации             |
| 18 | Не финишировал, но попал в финальную классификацию                 |
| Сход | Не финишировал                                                     |
| НКВ | Не прошёл квалификацию                                             |
| НПКВ | Не прошёл предквалификацию                                         |
| ДСК | Дисквалифицирован                                                  |
| ИСК | Исключён из протокола соревнований                                 |
| ТТ | Заявлен для участия только в тренировках                           |
| НС | Участвовал в квалификации, но не стартовал в гонке                 |
| Т | Травмирован или болен                                              |
| ОТК | Отказ от участия                                                   |
| НТР | Прибыл на соревнования, но на трассу не выезжал                    |
| НПР | Был заявлен в числе участников, но не прибыл к началу соревнований |
| О | Соревнования отменены                                              |
| | Не участвовал                                                      |
| Поул-позиция |                                                                    |
| Быстрый круг |                                                                    |

## 2009
| Пилот              | #  | Конструктор (команда)                     | Этап | Гран-при  | Трасса     | Старт (квал.) | Финиш (очки) | ЧМ (очки) | Посл. ГП      |
| Камуи Кобаяси1     | 10 | Toyota ( Panasonic Toyota Racing)         | 16   | Бразилия  | Интерлагос | 11(11)        | 9 (0)        | 18 (3)    | Абу-Даби-2014 |
| Ромен Грожан2      | 8  | Renault ( ING Renault F1 Team)            | 11   | Европа    | Валенсия   | 14(14)        | 15 (0)       | 23 (0)    | —             |
| Хайме Альгерсуари3 | 11 | Toro Rosso-Ferrari ( Scuderia Toro Rosso) | 10   | Венгрия   | Будапешт   | 19(20)        | 15 (0)       | 24 (0)    | Бразилия-2011 |
| Себастьен Буэми    | 12 | Toro Rosso-Ferrari ( Scuderia Toro Rosso) | 1    | Австралия | Мельбурн   | 13(16)        | 7 (2)        | 16 (6)    | Бразилия-2011 |

Примечания:

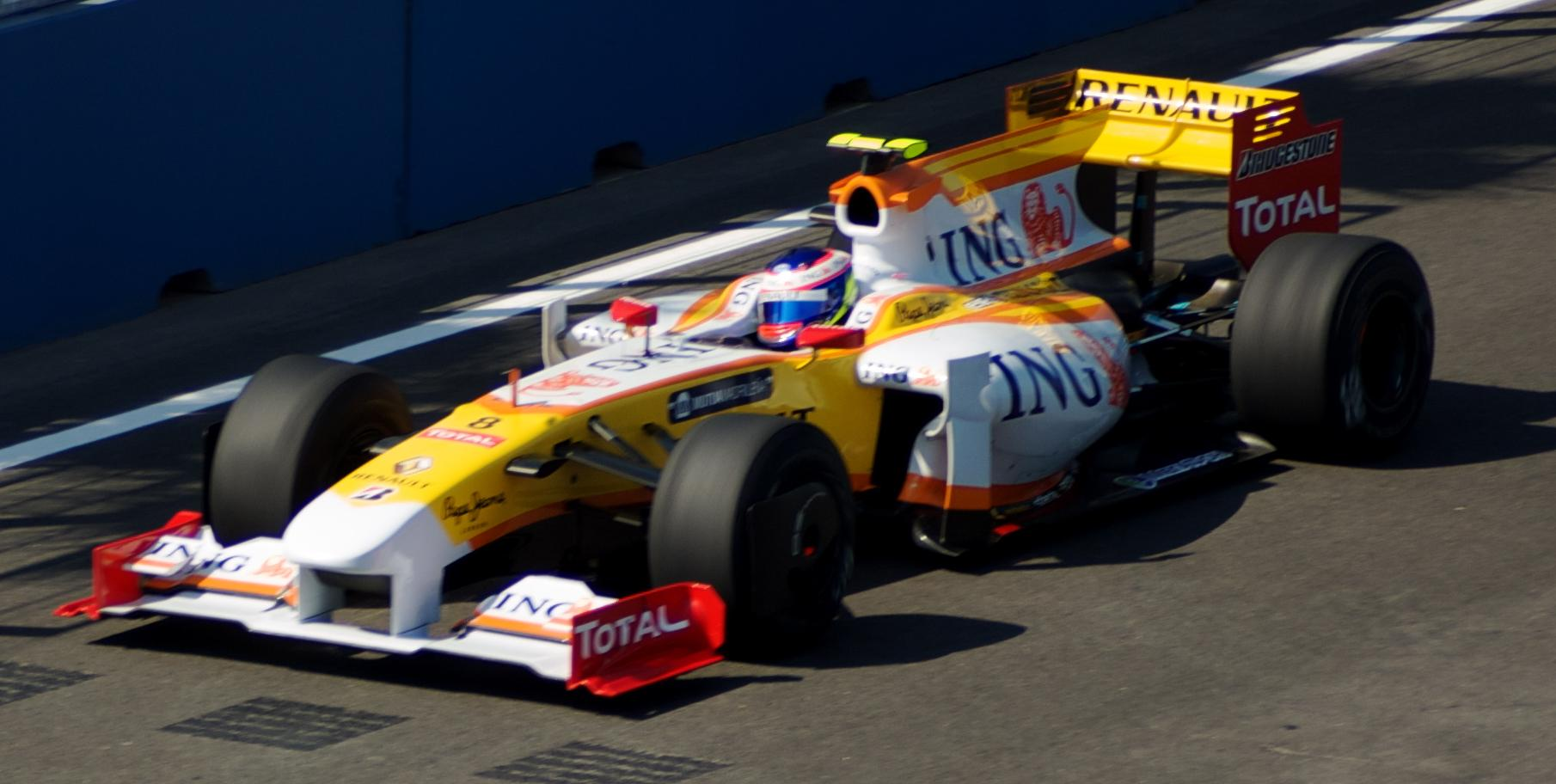
Ромен Грожан на Гран-при Европы 2009 года в Валенсии

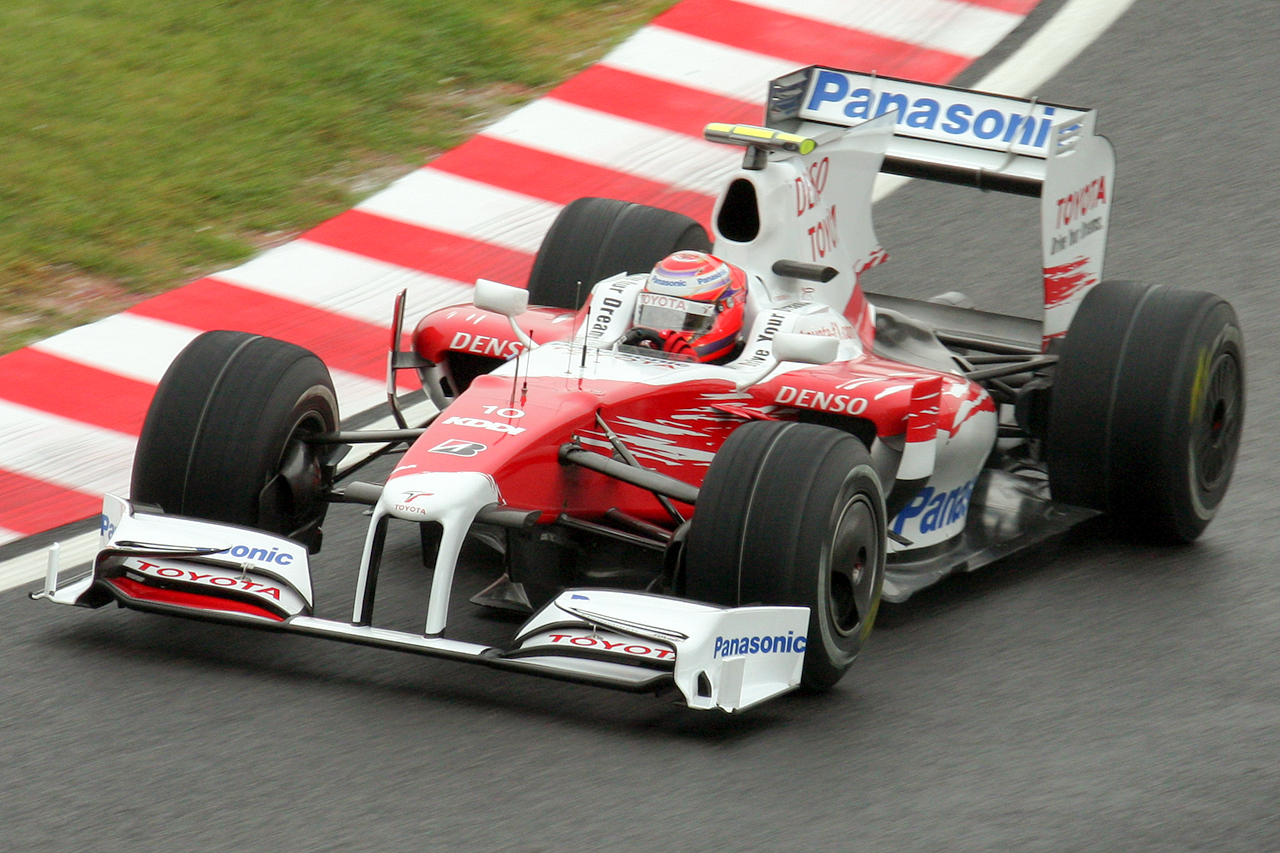
Камуи Кобаяси в свободной практике «домашнего» Гран-при Японии 2009 года. К гонке, несмотря на травму Тимо Глока, он допущен не был

1.↑  — Камуи Кобаяси заменил немца Тимо Глока, получившего травму ноги в квалификации перед Гран-при Японии. Ещё в пятницу накануне гонки в Судзуке Глок испытывал проблемы со здоровьем, из-за чего команда была вынуждена на свободной практике заменить его японцем. В субботу Глок смог принять участие в квалификации, в которой он попал в аварию. Возможно, что причиной аварии стало недомогание немца. Команда просила допустить к участию в домашней гонке Камуи Кобаяси, по ходу уик-энда уже заменявшего Глока, однако просьба была отклонена, поскольку гонщик, не участвовавший в субботних заездах, к участию в гонке допущен быть не может. Травма Глока оказалась довольно серьёзной и на последних двух этапах сезона его всё-таки заменил Кобаяси. В Сан-Паулу и Абу-Даби Камуи показал бойцовский характер и неуступчивость даже в отношении лидера чемпионата Дженсона Баттона. Toyota F1 по окончании сезона покинула Формулу-1, а Кобаяси перешёл в команду Петера Заубера.
2.↑  — Швейцарец с французским паспортом Ромен Грожан заменил бразильца Нельсиньо Пике, сына трёхкратного чемпиона мира Формулы-1. Нельсиньо был отчислен из Renault F1 из-за неудовлетворительных результатов в сравнении с партнёром по команде Фернандо Алонсо. (После своего увольнения Пике-сын обнародовал информацию о том, что руководитель Renault F1 Флавио Бриаторе и Пэт Симондс вынудили его совершить намеренную аварию в Гран-при Сингапура 2008 года, которая привела к выезду машины безопасности в нужный для Фернандо Алонсо момент, что помогло испанцу победить.) Грожан в момент прихода в Формулу-1 был лидером Серии GP2. Высоких результатов Ромен не показал и новое руководство команды на следующий сезон пригласило его партнёра по команде GP2 Barwa Addax россиянина Виталия Петрова, ставшего вице-чемпионом GP2 в 2009 году. В 2010 году Грожан не смог найти других вариантов продолжения карьеры в Чемпионате мира.
3.↑  — Хайме Альгерсуари заменил француза Себастьена Бурде, четырёхкратного чемпиона заокеанской Серии Champ Car, уволенного за неудовлетворительные результаты и стал самым молодым дебютантом в истории Формулы-1. Он дебютировал в Гран-при Венгрии, когда ему было 19 лет, … месяцев и … дней. Альгерсуари до своего дебюта имел чрезвычайно небольшой опыт вождения болида Формулы-1 и результатов, более высоких, чем Бурде, естественно не показал. Интересно, что Альгерсуари, став пилотом Формулы-1, не прекратил своих выступлений в Мировой серии Рено.

## 2008
| Пилот           | #  | Конструктор                               | Этап | Гран-при  | Трасса   | Старт (квал.) | Финиш (очки) | ЧМ (очки) | Посл. ГП      |
| Себастьен Бурде | 14 | Toro Rosso-Ferrari ( Scuderia Toro Rosso) | 1    | Австралия | Мельбурн | 17(17)        | 7 Сход (2)   | 17 (4)    | Германия-2009 |
| Нельсиньо Пике  | 6  | Renault ( ING Renault F1 Team)            | 1    | Австралия | Мельбурн | 20(21)        | Сход (0)     | 12 (19)   | Венгрия-2009  |

## 2007
| Пилот              | #  | Конструктор                                     | Этап | Гран-при  | Трасса       | Старт (квал.) | Финиш (очки) | ЧМ (очки) | Посл. ГП      |
| Казуки Накадзима1  | 17 | Williams-Toyota ( AT&T WilliamsF1 Team)         | 17   | Бразилия  | Интерлагос   | 19(19)        | 10 (0)       | 22 (0)    | Абу-Даби-2009 |
| Маркус Винкельхок2 | 21 | Spyker-Ferrari ( Etihad Aldar Spyker F1 Racing) | 10   | Европа    | Нюрбургринг  | ПЛ(22)        | Сход (0)     | — (0)     | Европа-2007   |
| Себастьян Феттель3 | 10 | BMW Sauber ( BMW Sauber F1 Team)                | 7    | США       | Индианаполис | 7(7)          | 8 (1)        | 14 (6)    | —             |
| Адриан Сутиль      | 20 | Spyker-Ferrari ( Etihad Aldar Spyker F1 Racing) | 1    | Австралия | Мельбурн     | 20            | 17 (0)       | 19 (1)    | Абу-Даби-2014 |
| Хейкки Ковалайнен  | 4  | Renault ( ING Renault F1 Team)                  | 1    | Австралия | Мельбурн     | 13(13)        | 10 (0)       | 7 (30)    | Бразилия-2013 |
| Льюис Хэмилтон     | 2  | McLaren-Mercedes ( Vodafone McLaren Mercedes)   | 1    | Австралия | Мельбурн     | 4(4)          | 3 (6)        | 2 (109)   | —             |

Примечания:

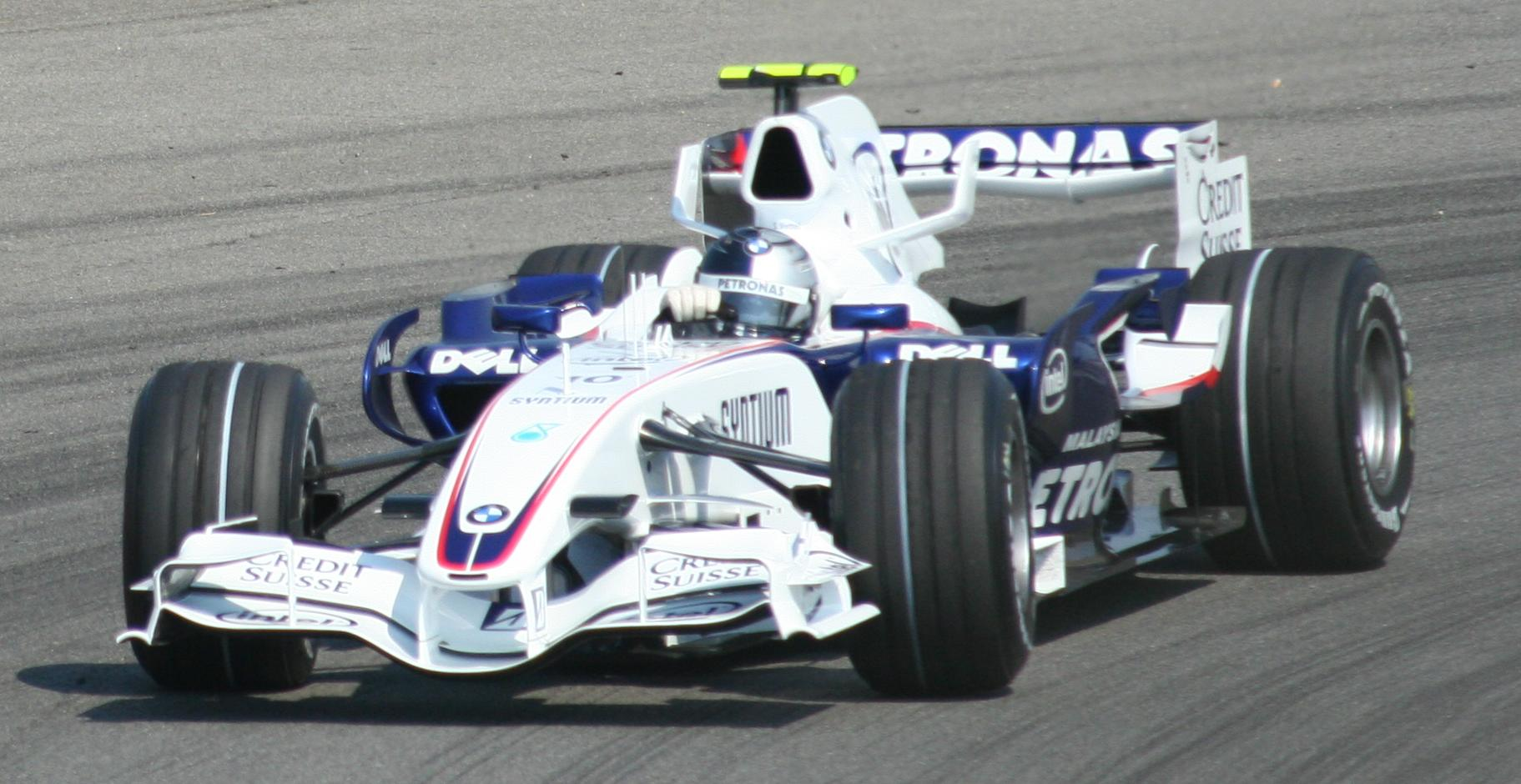
Себастьян Феттель на Гран-при США 2007 года — единственном Гран-при за BMW Sauber

1.↑  — Казуки Накадзима заменил австрийца Александра Вурца, завершившего карьеру. Накадзима по ходу сезона 2007 года уже принимал участие в пятничных тренировках. В дебютном Гран-при японец запомнился инцидентом на пит-стопе, когда он сбил нескольких своих механиков.
2.↑  — Маркус Винкельхок принял участие лишь в одном Гран-при Формулы-1, однако в течение нескольких кругов лидировал в гонке в режиме машины безопасности, благодаря удачной тактике и сильнейшему ливню. Винкельхок заменял в гонке Кристиана Альберса, уволенного из команды. А уже на следующем этапе и сам был заменён на другого гонщика — японского рента-драйвера Сакона Ямамото.
3.↑  — Себастьян Феттель на один этап заменил поляка Роберта Кубицу, попавшего на Гран-при Канады в ужаснейшую аварию. Кубица пропустил лишь один этап, а Феттель продолжил выполнять обязанности тест-пилота BMW Sauber и параллельно с этим выступать в Мировой серии Рено, где его партнёром по команде Carlin Motorsport был россиянин Михаил Алёшин. После ухода американца Скотта Спида из команды Scuderia Toro Rosso его место занял протеже Red Bull Феттель. Таким образом Феттель в течение своего первого и неполного сезона выступал за две команды Формулы-1, причём им обеим он приносил очки.

## 2006
| Пилот           | #  | Конструктор (команда)                      | Этап | Гран-при | Трасса      | Старт (квал.) | Финиш (очки) | ЧМ (очки) | Посл. ГП        |
| Роберт Кубица1  | 17 | BMW Sauber ( BMW Sauber F1 Team)           | 13   | Венгрия  | Будапешт    | 9(10)         | ДСК          | 16 (6)    | Абу-Даби-2010   |
| Сакон Ямамото2  | 23 | Super Aguri-Honda ( Super Aguri F1)        | 12   | Германия | Хоккенхайм  | ПЛ(21)        | Сход (0)     | 26 (0)    | Корея-2010      |
| Франк Монтаньи3 | 23 | Super Aguri-Honda ( Super Aguri F1)        | 5    | Европа   | Нюрбургринг | 21(22)        | Сход (0)     | 27 (0)    | Франция-2006    |
| Юдзи Иде        | 23 | Super Aguri-Honda ( Super Aguri F1)        | 1    | Бахрейн  | Сахир       | 21(21)        | Сход (0)     | 25 (0)    | Сан-Марино-2006 |
| Скотт Спид4     | 21 | Toro Rosso-Cosworth ( Scuderia Toro Rosso) | 1    | Бахрейн  | Сахир       | 16(16)        | 13 (0)       | 20 (0)    | Европа-2007     |
| Нико Росберг5   | 10 | Williams-Cosworth ( WilliamsF1 Team)       | 1    | Бахрейн  | Сахир       | 12(12)        | 7 (2)        | 17 (4)    | Абу-Даби-2016   |

Примечания:
1.↑  — Роберт Кубица заменил франкоканадца Жака Вильнёва, чемпиона мира Формулы-1 1997 года.
2.↑  — Сакон Ямамото заменил француза Франка Монтаньи. Замену предполагалось провести ещё на Гран-при Франции, однако в итоге руководитель Super Aguri F1 Агури Судзуки принял решение дать Франку выступить в домашней гонке.
3.↑  — Франк Монтаньи заменил японца Юдзи Идэ, после того как японский рента-драйвер был лишён суперлицензии за опасное вождение. Монтаньи в промежутке между этапами Формулы-1 также принял участие в автомарафоне "24 часа Ле-Мана" за команду Pescarolo и финишировал на подиуме.
4.↑  — Скотт Спид дебютировал за новую команду Scuderia Toro Rosso. Он был единственным американцем в Формуле-1 с 1993 года по настоящее время (2010 год). Предыдущий американский пилот Формулы-1 — Майкл Андретти (сын великого гонщика Марио Андретти), выступавший в 1993 году за McLaren на пару с Айртоном Сенной.
5.↑  — Чемпион серии GP2 немец Нико Росберг, сын чемпиона мира Формулы-1 1982 года финна Кеке Росберга дебютировал за команду WilliamsF1, вновь перешедшую на моторы Cosworth и шины Bridgestone. В дебютной гонке Росберг-младший не только набрал 2 очка, но и показал быстрейший круг. Однако сезон в целом сложился для Нико не столь удачно, что было вызвано слабой формой команды Фрэнка Уильямса. Возможность дебюта в Гран-при 2005 года за WilliamsF1 рассматривалась на последних двух этапах сезона того года, однако в итоге было принято решение отложить дебют до начала сезона 2006 года.

## 2005
| Пилот             | #  | Конструктор (команда)                | Этап | Гран-при   | Трасса     | Старт (квал.) | Финиш (очки) | ЧМ (очки) | Посл. ГП            |
| Роберт Доорнбос   | 20 | Minardi-Cosworth ( Minardi Cosworth) | 12   | Германия   | Хоккенхайм | 17(17)        | 18 (0)       | 25 (0)    | Бразилия-2006       |
| Витантонио Льюцци | 15 | Red Bull-Cosworth ( Red Bull Racing) | 4    | Сан-Марино | Имола      | 15(16)        | 8 (1)        | 24 (1)    | Бразилия-2011       |
| Тьягу Монтейру    | 18 | Jordan-Toyota ( Jordan Grand Prix)   | 1    | Австралия  | Мельбурн   | 14(14)        | 16 (0)       | 16 (7)    | Бразилия-2006       |
| Нараин Картикеян  | 19 | Jordan-Toyota ( Jordan Grand Prix)   | 1    | Австралия  | Мельбурн   | 12(12)        | 15 (0)       | 18 (5)    | Бразилия-2012       |
| Патрик Фризахер   | 20 | Minardi-Cosworth ( Minardi Cosworth) | 1    | Австралия  | Мельбурн   | 16(16)        | 17 (0)       | 21 (3)    | Великобритания-2005 |
| Кристиан Альберс  | 21 | Minardi-Cosworth ( Minardi Cosworth) | 1    | Австралия  | Мельбурн   | 17(17)        | Сход (0)     | 19 (4)    | Великобритания-2007 |

## 2004
| Пилот           | #  | Конструктор                                | Этап | Гран-при  | Трасса   | Старт (квал.) | Финиш (очки) | ЧМ (очки) | Посл. ГП      |
| Тимо Глок       | 19 | Jordan-Ford ( Jordan Ford)                 | 8    | Канада    | Монреаль | 16(16)        | 7 (2)        | 19 (2)    | Бразилия-2012 |
| Джанмария Бруни | 20 | Minardi-Cosworth ( Wilux Minardi Cosworth) | 1    | Австралия | Мельбурн | 20(20)        | НК (0)       | 25 (0)    | Бразилия-2004 |
| Джорджо Пантано | 19 | Jordan-Ford ( Jordan Ford)                 | 1    | Австралия | Мельбурн | 16(16)        | 14 (0)       | 24 (0)    | Италия-2004   |
| Кристиан Клин   | 15 | Jaguar-Cosworth ( Jaguar Racing)           | 1    | Австралия | Мельбурн | 19(19)        | 11 (0)       | 16 (3)    | Абу-Даби-2010 |

## 2003
| Пилот              | #  | Конструктор                                   | Этап | Гран-при  | Трасса     | Старт (квал.) | Финиш (очки) | ЧМ (очки) | Посл. ГП      |
| Жолт Баумгартнер   | 12 | Jordan-Ford ( Benson & Hedges Jordan Ford)    | 13   | Венгрия   | Будапешт   | 19(19)        | Сход (0)     | 24 (0)    | Бразилия-2004 |
| Николас Кьеза      | 18 | Minardi-Cosworth ( European Minardi Cosworth) | 12   | Германия  | Хоккенхайм | 20(20)        | 12 (0)       | 23 (0)    | Япония-2003   |
| Кристиано да Матта | 21 | Toyota ( Panasonic Toyota Racing)             | 1    | Австралия | Мельбурн   | 16(16)        | Сход (0)     | 13 (10)   | Германия-2004 |
| Джастин Уилсон     | 18 | Minardi-Cosworth ( Gazprom Minardi Cosworth)  | 1    | Австралия | Мельбурн   | 20(20)        | Сход (0)     | 20 (1)    | Япония-2003   |
| Антонио Пиццония   | 15 | Jaguar-Cosworth ( Jaguar Racing)              | 1    | Австралия | Мельбурн   | 18(18)        | 13 Сход (0)  | 21 (0)    | Китай-2005    |
| Ральф Фёрман       | 12 | Jordan-Ford ( Benson & Hedges Jordan Ford)    | 1    | Австралия | Мельбурн   | 17(17)        | Сход (0)     | 19 (1)    | Япония-2003   |

## 2002
| Пилот           | #  | Конструктор (команда)                   | Этап | Гран-при  | Трасса   | Старт (квал.) | Финиш (очки) | ЧМ (очки) | Посл. ГП      |
| Энтони Дэвидсон | 22 | Minardi-Asiatech ( KL Minardi Asiatech) | 13   | Венгрия   | Будапешт | 20(20)        | Сход (0)     | — (0)     | Испания-2008  |
| Алан МакНиш     | 25 | Toyota ( Panasonic Toyota Racing)       | 1    | Австралия | Мельбурн | 16(16)        | Сход (0)     | 19 (0)    | Япония-2002   |
| Марк Уэббер     | 23 | Minardi-Asiatech ( KL Minardi Asiatech) | 1    | Австралия | Мельбурн | 18(18)        | 5 (2)        | 16 (2)    | Бразилия-2013 |
| Такума Сато     | 10 | Jordan-Honda ( DHL Jordan Honda)        | 1    | Австралия | Мельбурн | 22(22)        | Сход (0)     | 15 (2)    | Испания-2008  |
| Фелипе Масса    | 8  | Sauber-Petronas ( Sauber Petronas)      | 1    | Австралия | Мельбурн | 9(9)          | Сход (0)     | 13 (4)    | Абу-Даби-2017 |

## 2001
| Пилот              | #  | Конструктор (команда)                       | Этап | Гран-при  | Трасса   | Старт (квал.) | Финиш (очки) | ЧМ (очки) | Посл. ГП      |
| Томаш Энге1        | 23 | Prost-Acer ( Prost Acer)                    | 15   | Италия    | Монца    | 20(20)        | 12 (0)       | 24 (0)    | Япония-2001   |
| Алекс Йонг         | 20 | Minardi-European ( European Minardi F1)     | 15   | Италия    | Монца    | 22(22)        | Сход (0)     | 26 (0)    | Япония-2002   |
| Фернандо Алонсо    | 21 | Minardi-European ( European Minardi F1)     | 1    | Австралия | Мельбурн | 19(19)        | 12 (0)       | 23 (0)    | Абу-Даби-2018 |
| Кими Райкконен     | 17 | Sauber-Petronas ( Red Bull Sauber Petronas) | 1    | Австралия | Мельбурн | 13(13)        | 6 (1)        | 10 (9)    | —             |
| Энрике Бернольди   | 15 | Arrows-Asiatech ( Orange Arrows Asiatech)   | 1    | Австралия | Мельбурн | 18(18)        | Сход (0)     | 21 (0)    | Германия-2002 |
| Хуан-Пабло Монтойя | 6  | Williams-BMW ( BMW.WilliamsF1 Team)         | 1    | Австралия | Мельбурн | 11(11)        | Сход (0)     | 6 (31)    | США-2006      |

Примечания:
1.↑  — Томаш Энге — первый славянин в Формуле-1.

## 2000
| Пилот            | #  | Конструктор                                       | Этап | Гран-при  | Трасса   | Старт (квал.) | Финиш (очки) | ЧМ (очки) | Посл. ГП        |
| Лучано Бурти1    | 7  | Jaguar-Cosworth ( Jaguar Racing)                  | 10   | Австрия   | А1-Ринг  | ПЛ(21)        | 11 (0)       | 23 (0)    | Бельгия-2001    |
| Гастон Маццакане | 21 | Minardi-Fondmetal ( Telefonica Minardi Fondmetal) | 1    | Австралия | Мельбурн | 22(22)        | Сход (0)     | 21 (0)    | Сан-Марино-2001 |
| Ник Хайдфельд    | 15 | Prost-Peugeot ( Gauloises Prost Peugeot)          | 1    | Австралия | Мельбурн | 15(15)        | 9 (0)        | 20 (0)    | Венгрия-2011    |
| Дженсон Баттон   | 10 | Williams-BMW ( BMW.WilliamsF1 Team)               | 1    | Австралия | Мельбурн | 21(21)        | Сход (0)     | 8 (12)    | Монако-2017     |

Примечания:
1.↑  — Лучано Бурти на Гран-при Австрии заменял в Jaguar Racing северо-ирландца Эдди Ирвайна, вице-чемпиона мира 1999 года. Накануне начала уик-энда у Ирвайна возникли сильные боли в животе. С подозрением на острый аппендицит Эдди Ирвайн был госпитализирован, однако подозрения не оправдались и уже в Хоккенхайме Бурти снова оказался на "скамейке запасных". Новая возможность участвовать в гонках Гран-при у Лучано появилась в следующем году снова в "Ягуаре", где он заменил завершившего карьеру Джонни Херберта.